# دهستان حومه (دیر)
دهستان حومه نام دهستانی در بخش مرکزی شهرستان دیر، استان بوشهر در ایران است. براساس سرشماری مرکز آمار ایران در سال ۱۳۸۵، جمعیت آن ۱۲۹۳۹ نفر (۲۶۹۴ خانوار) بوده‌است.